# Vingasjön
Vingasjön är en sjö i Skara kommun i Västergötland och ingår i Göta älvs huvudavrinningsområde. Sjön är 5 meter djup, har en yta på 0,151 kvadratkilometer och befinner sig 122 meter över havet. Sjön avvattnas av vattendraget Härlingtorpskanalen. Vid provfiske har bland annat abborre, braxen, gers och gädda fångats i sjön. År 1892 genomfördes en sänkning av Vingasjön. Sjön får sitt vatten från Spånnsjön, och avrinner till Hornborgasjön. I väster ligger Norra Vings kyrka och i norr en badplats och tätorten Axvall.

## Delavrinningsområde
Vingasjön ingår i det delavrinningsområde (647580-137048) som SMHI kallar för Vid Q i Län punkt. Medelhöjden är 131 meter över havet och ytan är 5,6 kvadratkilometer. Räknas de 8 delavrinningsområdena uppströms in blir den ackumulerade arean 67,2 kvadratkilometer. Härlingtorpskanalen som avvattnar avrinningsområdet har biflödesordning 4, vilket innebär att vattnet flödar genom totalt 4 vattendrag innan det når havet efter 257 kilometer. Delavrinningsområdet består mestadels av öppen mark (16 %) och jordbruk (73 %). Avrinningsområdet har 0,15 kvadratkilometer vattenytor vilket ger det en sjöprocent på 2,7 %. Bebyggelsen i området täcker en yta av 0,32 kvadratkilometer eller 6 % av avrinningsområdet.

## Fisk
Vid provfiske har följande fisk fångats i sjön:
- Abborre
- Braxen
- Gärs
- Gädda
- Id
- Mört
- Sarv

## Galleri

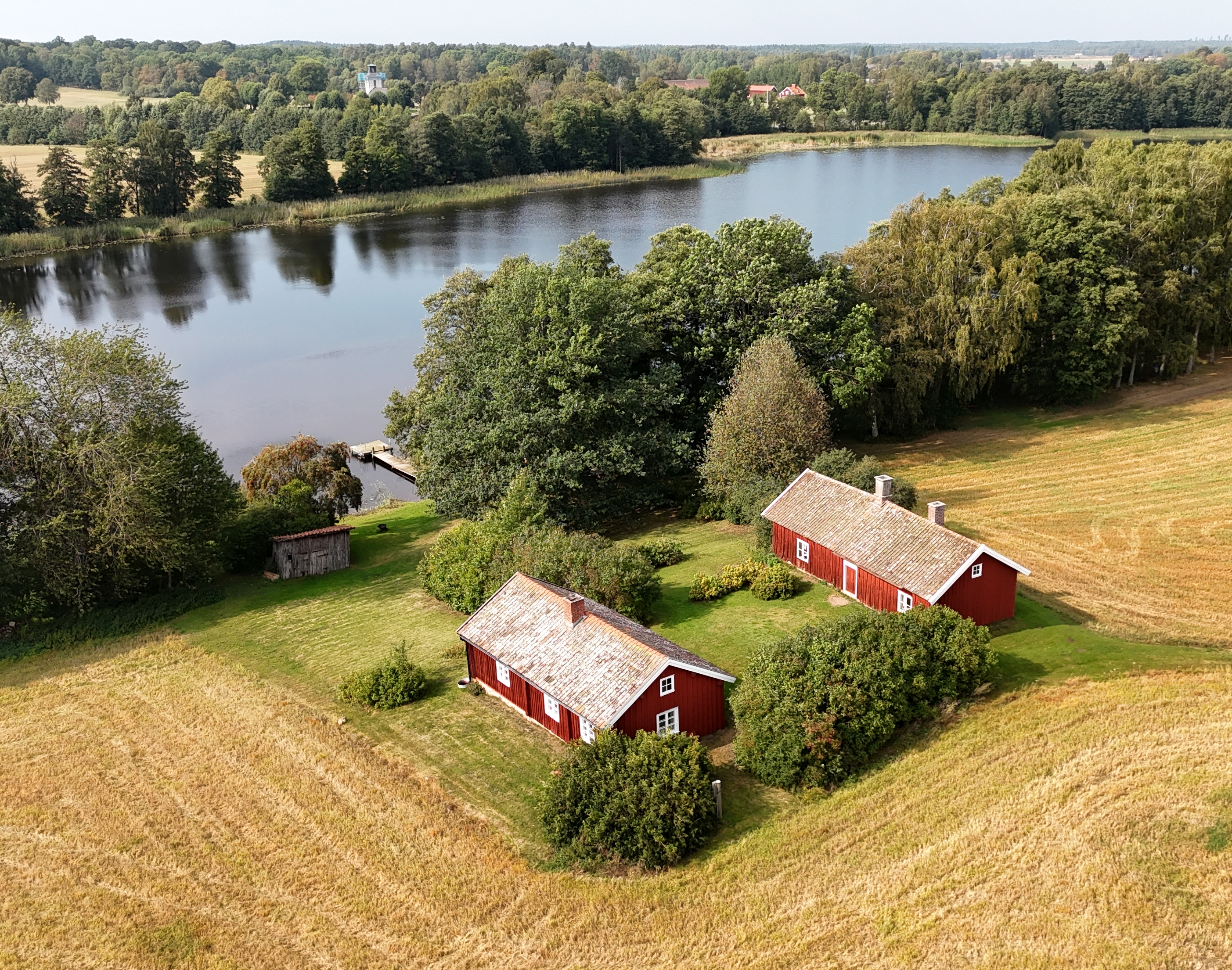
Vingasjön från sydöst över Holmagården.